# 이재율 (희극인)
이재율(李在栗, 1994년 4월 22일 ~ )은 대한민국의 희극 배우이다.

## 학력
- 화수고등학교

## 방송
- KBS2 《개그콘서트》
  - 〈봉숭아 학당〉얌생이 역
  - 〈다있show〉
  - 〈해봅시다〉
  - 〈받아줘〉
  - 〈전시적 구경 시점〉
  - 〈봉시리〉
  - 〈잠깐 나와봐〉
  - 〈운수 좋은 날〉
  - 〈그럴 수 있어〉
  - 〈단골 로맨스〉
  - 〈콘서트 기타 등등〉
- EBS  《보니하니》
  - 《딩대》

## 가족 관계
- 할아버지 : 이창호 (1943년 4월 15일 ~ 2018년 10월 24일)